# Actionspel
Actionspel är en abstrakt datorspelsgenre som fokuserar på fysiska utmaningar, däribland reaktionstid och koordination. Genren inkluderar en stor mängd olika undergenrer, såsom fightingspel, skjutarspel och plattformsspel.
I ett actionspel kontrollerar spelaren ofta en karaktär som spelaren ska styra genom ett flertal banor medan denne samlar på sig föremål och överkommer olika hinder. Spelaren träffar ofta på olika typer av fiender och måste ibland möta en boss som är större och farligare än andra fiender. Spelet tar slut om spelaren tar för mycket skada, förlorar alla sina extraliv eller dylikt. Alternativt så vinner spelaren spelet genom att klara av en mängd banor. Vissa spel saknar dock slut och spelarens mål är att maximera sin poäng genom att samla på sig föremål och besegra fiender. De flesta onlinespel saknar riktiga slut och uppmuntrar spelaren att fortsätta spela.

## Undergenrer
Många spel i andra genrer innehåller element från actiongenren, däribland Actionäventyrsspelen och plattformsspelen.
- Actionäventyrsspel
  - Rollspel
  - Sneak 'em up
  - Survival horror
- Beat 'em up
- Fightingspel
- Plattformsspel
- Skjutspel
  - Förstapersonsskjutare
  - Tredjepersonsskjutare
  - Shoot 'em up